# Roodbuikhoningzuiger
De roodbuikhoningzuiger (Cinnyris coccinigastrus synoniem: Nectarinia coccinigaster) is een zangvogel uit de familie van de honingzuigers die voorkomt in Afrika

## Kenmerken
De vogel is 13–14 cm lang en weegt 12·3–15·3 g. Het mannetje van de roodbuikhoningzuiger purperkleurig met een metaalglans op het voorhoofd, kruin en rond het oog ("oorstreek") en op de keel. De nek, mantel, rug, vleugel en stuit zijn goudkleurig tot glanzend groen. De staart is donker. De veren op de borst zijn van onder glanzend staalblauw en hebben scharlakenrode bovenranden. Daardoor lijkt het of de borst roodgestreept is, vandaar de Nederlandse naam. Het vrouwtje is veel minder opvallend, olijfkleurig bruin van boven donkerder dan van onder, met een gele vlek op de buik.

## Voorkomen en leefgebied
De roodbuikhoningzuiger komt voor in een brede zone in West- en Midden-Afrika onder de Sahara. De vogel mijdt primair regenwoud en is verder weinig kritisch en komt wijdverspreid voor in de zone met savannelandschap.

## Status
De roodbuikhoningzuiger heeft een groot verspreidingsgebied en daardoor alleen al is de kans op uitsterven gering. De grootte van de populatie is niet gekwantificeerd, deze honingzuiger is echter algemeen. Daarom staat deze honingzuiger als niet bedreigd op de Rode Lijst van de IUCN.